# CAE Aviation
Pour les articles homonymes, voir CAE.
CAE Aviation est une compagnie aérienne basée au Luxembourg. Elle n’opère pas de lignes régulières, mais affrète des avions d'affaires à turbopropulseurs, dont elle possède une petite flotte, au profit de clients publics ou privés.

## Historique
La compagnie aérienne CAE Aviation a été créée en 1971 par Bernard Zeler. Ce dernier décédé fin 2019, la compagnie appartient à ses enfants Julie et Hughes.
CAE-Aviation s’est d’abord spécialisée dans la maintenance d’avions. Depuis les années 1980, l’entreprise s’est diversifiée dans la surveillance aérienne et la reconnaissance pour devenir l'un des acteurs majeurs de la surveillance aérienne dès les années 2000.
En 1997, CAE-Aviation crée CAVOK, une filiale qui occupe des terrains et des infrastructures sur l’aérodrome de Lapalisse - Périgny situé sur la commune de Périgny à 3 km à l’ouest de Lapalisse dans l’Allier, France. En 2012, y est construit un centre de maintenance destiné à assurer l'entretien des 17 avions de sa flotte.
Chaque année la société effectue plus de 12 000 heures de vol pour le compte de différentes agences gouvernementales et sociétés privées (OTAN, EUFOR, UE, ministères de l'intérieur et de la défense, compagnies pétrolières et de prospection).
En 2019, son chiffre d’affaires est de 60 millions d’euros et elle emploie 169 personnes.

## Flotte
En 2016 la flotte de CAE aviation est composée:
- un Piper Piper PA18 immatriculé aux USA;
- huit  Cessna C208B immatriculés en Allemagne ;
- un Beechcraft A100 "King Air" immatriculé aux USA ;
- deux Beechcraft 300 "Super King Air" immatriculés aux USA ;
- deux Beechcraft BE350 immatriculés aux USA ;
- un Fairchild SA226 A immatriculé en France ;
- trois Fairchild SA227 Merlin III TT immatriculés aux USA ;
- deux Fairchild SAE227 AT immatriculés aux USA